# Organizacija za europsku sigurnost i suradnju
Organizacija za europsku sigurnost i suradnju (OESS) (engleski: Organization for Security and Co-operation in Europe (OSCE) je najveća međunarodna organizacija fokusirana na sigurnost. Nadležnosti organizacije uključuju kontrolu oružja, promoviranje ljudskih prava kao i slobode tiska. Sjedište organizacije je u Beču, Austriji. Osnovana je 1973. godine i do 1994. godine djelovala je pod nazivom Konferencija za europsku sigurnost i suradnju (KESS) (engleski: Conference on Security and Co-operation in Europe (CSCE). OESS osnovana je na temelju Povelje Ujedinjenih naroda, kao regionalni aranžman u smislu djelovanja prema Poglavlju VIII. iste. Danas organizacija ima 57 država članica iz Europe, Azije i Sjeverne Amerike. 
OESS je promatrač opće skupštine Ujedinjenih naroda.

## Povijest
Organizacija za europsku sigurnost i suradnju izrasla je iz Helsinške konferencije. Nakon višegodišnjih diplomatskih nastojanja (od 1966.) te intenziviranih priprema (1972-1975.), konferencija je održana od 30. srpnja do 1. kolovoza 1975. godine u finskom gradu Helsinkiju. Cilj konferencije bio je smirivanje napetosti između istočnog i zapadnog hladnoratovskog bloka. Na konferenciji su sudjelovale sve europske države, izuzev Albanije, te Sjedinjene Američke Države i Kanada.  Završila je donošenjem Helsinškog završnog akta (Helsinki Final Act ili Helsinki Accords) kojim su obuhvaćena četiri područja zajedničkih interesa (nazvani "košarama"):
- sigurnost Europe i područja Sredozemnog mora,
- suradnja u području gospodarstva, znanosti, tehnologije i očuvanja okoliša,
- unaprjeđivanje ljudskih prava, kulturne suradnje, izobrazbe i slobodnoga protoka informacija, te
- nastavak rada Konferencije

Konferencija je bila poticaj aktiviranju demokratskih oporbenih pokreta i grupa u istočnom bloku (Moskovska helsinška grupa, nekolilko inicijativa u tadašnjoj Čehoslovačkoj i Poljskoj), te američkog Helsinki Watcha. 1982. godine dogovorom više pojedinih grupa stvoren je Međunarodni helsinški savez za ljudska prava (International Helsinki Federation for Human Rights (IHF)) sa sjedištem u Beču, koji je djelovao do 2008. godine.
Naredne konferencije održane su u Beogradu (1977. – 1978.), Madridu (1980. – 1983.), i Ottawi (1985.). Nakon sloma komunizma u Europi i ujedinjenja Njemačke konferencija kojom je označen kraj hladnog rata je 1990. godine održana u Parizu. Na sastanku u Budimpešti 1994. naziv organizacije je promijenjen u sadašnji.

## Ustroj i djelovanje
Organizacija za europsku sigurnost i suradnju se bavi nizom sigurnosnih pitanja. Najznačajnija su: kontrola naoružanja, diplomacija, mjere za izgradnju povjerenja i sigurnosti, ljudska prava, demokratizacija, nadzor izbora i privrede te zaštita okoliša. OESS je najveća regionalna sigurnosna organizacija na svijetu. Među 57 zemalja koje sudjeluju nalaze se države iz Europe, središnje Azije i Sjeverne Amerike.
OESS igra ulogu u kriznim područjima gdje njegove misije nastoje spriječiti ili pridonositi rješavanju sukoba i nalaženju političkog dogovora, te jačanju civilnog društva i vladavine prava.

### Zemlje članice
Organizaciji za europsku sigurnost i suradnju pristupilo je 57 zemalja članica:
| - Albanija - Andora - Armenija - Austrija - Azerbajdžan - Bjelorusija - Belgija - Bosna i Hercegovina - Bugarska - Cipar - Češka - Crna Gora - Danska - Estonija - Finska - Francuska - Gruzija - Grčka - Hrvatska - Island | - Irska - Italija - Kanada - Kazahstan - Kirgistan - Latvija - Lihtenštajn - Litva - Luksemburg - Mađarska - Makedonija - Malta - Moldavija - Mongolija - Monako - Njemačka - Nizozemska - Norveška - Poljska - Portugal | - Rumunjska - Rusija - San Marino - Slovačka - Slovenija - Srbija - Španjolska - Švedska - Švicarska - Tadžikistan - Turska - Turkmenistan - Ukrajina - Uzbekistan - Vatikan - SAD - Velika Britanija |

### Hrvatska
Hrvatska je sudionica OESS-a od ožujka 1992. Aktivno sudjeluje u procesu jačanja sigurnosti, poticanja suradnje, međusobnog povjerenja i jačanju preventivne diplomacije. Hrvatski helsinški odbor za ljudska prava (HHO) djeluje od 1993. godine.

## Vanjske poveznice
Mrežna mjesta
- Organizacija za europsku sigurnost i suradnju (OESS), službene stranice (engl.)
- Organizacija za europsku sigurnost i suradnju (OESS)  Arhivirana inačica izvorne stranice od 8. prosinca 2015. (Wayback Machine), informacije o organizaciji na stranicama Ministarstva vanjskih i europskih poslova Republike Hrvatske